# هشتصد (فیلم)
هشتصد (انگلیسی: The Eight Hundred؛ (به چینی: 八佰) یک فیلم تاریخی جنگی درام محصول سال ۲۰۲۰ است. داستان فیلم درمورد نبرد شانگهای و جنگ دوم چین و ژاپن است.
هشتصد در ابتدا برای اکران در ژوئیه ۲۰۱۹ برنامه‌ریزی شده بود و اولین بار به اکران عمومی در ۲۱ آگوست سال ۲۰۲۰ تغییر یافت. این فیلم با فروشی معادل ۴۷۲ میلیون دلار در سراسر جهان با موفقیت انتقادی و تجاری روبرو شد و دومین فیلم پرفروش سال ۲۰۲۰ شد.

## خلاصه
در روزهای اولیه جنگ دوم چین و ژاپن و در مقیاس بزرگتر جنگ جهانی دوم، نیروی زمینی امپراتوری ژاپن به شانگهای حمله کرد که به نبرد شانگهای معروف شد. پس از بیش از ۳ ماه عقب‌نشینی ژاپنی‌ها و متحمل شدن خسارات سنگین، ارتش چین به دلیل خطر محاصره مجبور به عقب‌نشینی شد...